# Плодоріжка пірамідальна
Плодоріжка пірамідальна, зозулинець гостроверхий (Anacamptis pyramidalis) — рідкісна багаторічна трав'яниста рослина. Монотипний середземноморсько-західноазійський вид на півночі межі ареалу. Охоронний статус — II категорія. Належить до родини зозулинцеві (Orchidaceae).

## Загальна характеристика
Багаторічна трав'яниста рослина заввишки до 65 см.
Бульби цілісні, майже кулясті.
Стебло з прямостоячими лінійними або вузьколанцетними листками.
Суцвіття колосоподібне, багатоквіткове, густе, пірамідальне або яйцеподібне.
Квітки невеликі, пурпурово-червоні або рожеві.
Цвіте у травні — червні. Розмножується насінням, у культурі — ризореституційним способом. Перший надземний листок розвивається на 5-му році життя, зацвітає на 7-8-му.
Посухо- і морозостійкий вид. Геліофіт і сціогеліофіт. Мезоксерофіт.

## Поширення
Зростає на території України у західному лісостепі, Криму. Вид поширений також у Центральній i Атлантичній Європі, Середземномор'ї, Малій та Західній Азії.
Зростає у світлих лісах, на галявинах та узліссях. На території Тернопільської області трапляється тільки в Бережанському районі.

## Чисельність
У Криму популяції виду розвинені і трапляються досить часто, в інших місцях поширення — нечисленні, представлені переважно поодинокими рослинами. Кількість популяцій поступово зменшується. Причини зміни чисельності — зривання квітів на букети, викопування цибулин як лікарської сировини, викошування луків.

## Заходи охорони
Занесена до «Червоної книги України» (1996). Охороняється в Криму у природних заповідниках Мис Мартьян, Карадазькому та Ялтинському гірсько-лісовому, на території пам'ятки природи місцевого значення Канакя.
Також занесений до Червоних книг:
- Естонії (2008)
- Російської Федерації (2008)
- Кабардино-Балкарської Республіки (2000)
- Карачаєво-Черкеської Республіки (2013)
- Краснодарського краю (2007)
- Республіки Адигея (2012)
- Республіки Дагестан (2009)
- Республіки Північна Осетія-Аланія (1999)
- Ставропольського краю (2013)

Вирощується у Національному ботанічному саду імені Миколи Гришка НАН України (Київ).
Випробувано в культурі в ботанічних садах Ленінграда й Сухумі.